# (8879) 1993 FN20
A (8879) 1993 FN20 a Naprendszer kisbolygóövében található aszteroida. Az UESAC program keretében fedezték fel 1993. március 19-én.